# Fernmeldeturm Beckum
Der Fernmeldeturm Beckum auf dem Höxberg südlich von Beckum wurde 1952 von der Deutschen Bundespost gebaut und ist damit einer der ältesten Fernmeldetürme in Stahlbetonbauweise in Deutschland. Er wurde für die FREDA-Richtfunkgeräte (Frequenzmodulierte Dezimeterwellen-Anlage) der Fernseh-Übertragungsstrecke Hamburg–Köln des damaligen NWDR benötigt. Der Turm ist ohne die Antennen auf seiner Spitze 35 Meter hoch. Er trägt neben Antennen für den nichtöffentlichen mobilen Landfunkdienst und den Richtfunk auch UKW-Sendeantennen für Rundfunksender kleiner Leistung. Über ihn wird auf 91,5 MHz das Programm des Deutschlandfunks mit 160 Watt ERP und auf 95,7 MHz das Programm von Radio WAF mit 250 Watt ERP verbreitet.